# قطعنامه ۳۵۹ شورای امنیت
قطعنامه ۳۵۹ شورای امنیت سازمان ملل متحد که در تاریخ ۱۵ اوت ۱۹۷۴ تصویب شد، سندی بین‌المللی دربارهٔ قبرس است. این قطعنامه طی نشست ۱٬۷۹۳ام با ۱۴ موافق، ۰ مخالف و ۰ ممتنع تصویب شد.